# Flughafen Alexandros Papadiamantis

i7
i11
i13
Der Staatliche Flughafen Skiathos „Alexandros Papadiamantis“ (griechisch Κρατικός Αερολιμένας Σκιάθου «Αλέξανδρος Παπαδιαμάντης» Kratikos Aerolimenas Skiathou Alexandros Papadiamandis, IATA-Code: JSI, ICAO-Code: LGSK) liegt auf der Insel Skiathos in Griechenland. Der Flughafen ist nach dem Schriftsteller Alexandros Papadiamantis benannt. Der Flughafen ist bekannt für seine markante Lage.

## Ausstattung
Beide Enden der Landebahn sind von Wasser begrenzt, auf beiden Seiten der Landebahn befinden sich Landflächen. Auf der westlichen Seite grenzen das Vorfeld und ein Terminal an.
Trotz der Einschränkung durch das Wasser verfügt der Flughafen über eine 1628 Meter lange Start- und Landebahn. Auf dieser können Flugzeuge bis zur Größe einer Boeing 757-200 landen. Instrumentenanflugverfahren stehen zur Verfügung, allerdings hat der Platz kein ILS.

## Betreiber
Im Dezember 2015 wurde die Privatisierung des Flughafens Skiathos Alexandros Papadiamantis und 13 weiterer griechischer Regionalflughäfen mit der Unterzeichnung einer Vereinbarung zwischen dem Joint Venture zwischen der Fraport AG und der Copelouzos Group und dem staatlichen Privatisierungsfonds abgeschlossen. Die Konzession hat eine Laufzeit von 40 Jahren ab dem Zeitpunkt der Betriebsübernahme am 11. April 2017 und umfasst die Festlandflughäfen Thessaloniki, Aktion und Kavala sowie die Flughäfen auf den Inseln Kreta (Chania), Kefalonia, Korfu, Kos, Mykonos, Mytilini, Rhodos, Samos, Santorin, Skiathos und Zakynthos.

## Trivia
Die kurze Start- und Landebahn des Flughafens und seine Nähe zu einer angrenzenden öffentlichen Straße haben ihn zu einem beliebten Ziel für Planespotter gemacht. Er wird oft mit dem Princess Juliana International Airport auf Sint Maarten verglichen, da beide Flughäfen der Öffentlichkeit die Möglichkeit bieten, Landeanflüge und Starts aus nächster Nähe zu beobachten.

## Fluggesellschaften und Ziele
Im Sommer 2025 flogen folgende Fluggesellschaften Skiathos an:
- Air Connect
- Air Serbia nach Belgrad
- Animawings
- Austrian Airlines
- Avanti Air
- BA CityFlyer
- Bulgaria Air
- Condor[6]
- Cyprus Airways nach Larnaka
- Discover Airlines
- Easyjet Europe nach London, Manchester, Mailand, Basel
- Edelweiss Air
- Enter Air
- Finnair nach Helsinki[7]
- Jet2.com nach Birmingham, Bristol, London
- Neos[8]
- Olympic Air nach Athen
- Ryanair nach Wien, Bukarest, Rom, Bari, Mailand, Bratislava
- SAS Scandinavian Airlines nach Gothenburg
- Sky Express SA nach Athen
- Smartwings
- TAROM nach Cluj
- Transavia France nach Paris
- TUI Airways nach Manchester, London-Gatwick, Bristol[9]
- Volotea nach Venedig
- Wizz Air nach Rom, Mailand[10]
- Smart Wings